# Никуличи (Свердловский район)
Никуличи — деревня в Свердловском районе Орловской области. Входит в состав Новопетровского сельского поселения.

## Физико-географическая характеристика
Уличная сеть
В деревне находится 5 улиц:
- Колхозная улица
- Верхняя улица
- Веселая улица
- Зерновой переулок
- Улица Имени Мичурина

Часовой пояс
Деревня Никуличи, как и вся Орловская область, находится в часовой зоне МСК (московское время). Смещение применяемого времени относительно UTC составляет +3:00.

## Население
| 2002 | 2010 |
| ---- | ---- |
| 186  | ↗198 |